# Pimelodella nigrofasciata
Pimelodella nigrofasciata är en fiskart som först beskrevs av Perugia, 1897.  Pimelodella nigrofasciata ingår i släktet Pimelodella och familjen Heptapteridae. Inga underarter finns listade i Catalogue of Life.